# Günzburg (huyện)
Günzburg là một huyện thuộc bang Bayern, Đức. Huyện này giáp các huyện (từ phía bắc theo chiều kim đồng hồ): các huyện Dillingen, Augsburg, Unterallgäu và Neu-Ulm, và bang Baden-Württemberg (các huyện Alb-Donau và Heidenheim).
Huyện được lập năm 1972 thông qua việc hợp nhất các huyện Günzburg và Krumbach. Günzburg trở thành huyện lỵ của huyện.

## Xã và đô thị

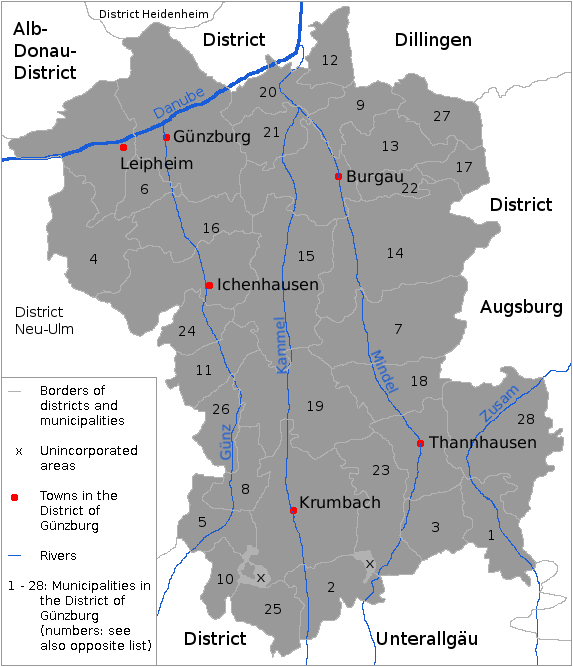
map of huyện Günzburg

| Xã                                                                          | Đô thị | |
| --------------------------------------------------------------------------- | --- | --- |
| 1. Burgau 2. Günzburg 3. Ichenhausen 4. Krumbach 5. Leipheim 6. Thannhausen | 1. Aichen 2. Aletshausen 3. Balzhausen 4. Bibertal 5. Breitenthal 6. Bubesheim 7. Burtenbach 8. Deisenhausen 9. Dürrlauingen 10. Ebershausen 11. Ellzee 12. Gundremmingen 13. Haldenwang 14. Jettingen-Scheppach | 1. Kammeltal 2. Kötz 3. Landensberg 4. Münsterhausen 5. Neuburg an der Kammel 6. Offingen 7. Rettenbach 8. Röfingen 9. Ursberg 10. Waldstetten 11. Waltenhausen 12. Wiesenbach 13. Winterbach 14. Ziemetshausen |